# Solsången (isländsk dikt)
Solsången eller Sólarljóð är en fornisländsk dikt från 1200-talet med 82 verser på versmåttet ljóðaháttr. Skalden är anonym. Dikten blottar en tidigt kristen föreställningsvärld där mycket av den hedniska kulturen fortfarande är högst närvarande. Dikten finns översatt till svenska av Åke Ohlmarks och av Gunnar D. Hansson.

## Innehåll
Dikten kan sägas vara en nordisk Divina Commedia. Den ger först råd om hur man ska leva ett rättskaffens kristet liv och målar upp konkreta varnande exempel. Sedan återger jaget upplevelsen av sin egen död och de därpå följande visionerna av de straff som drabbar de fördömda. 
Vers 40 ingår i skildringen av döendet:
Solen såg jag
sargad av blodrunor,
jag var på väg från världen;
mäktig hon tycktes
på många sätt,
mäktig som aldrig förr
Vers 64 återger ett av alla de straff som kan drabba syndare.
Män såg jag där
som från många
rövat gods och liv;
etterdrakar
åt sig ivrigt
genom deras bröst
(Gunnar D Hanssons översättning till modern svenska)